# Nerea Garmendia Martínez
Nerea Garmendia Martínez (Beasain, 29 d'octubre de 1979) és una actriu de teatre, cinema i televisió basca.

## Biografia
Nascuda al poble Guipuscoà de Beasain, va tenir clar des de sempre que volia ser actriu i als 16 anys es va decidir a explicar-los-ho als seus pares.
Va estudiar en el col·legi 'La Salle', molt conegut al País Basc i on va ser 'una nena envoltada de nois'. Als 10 anys es va traslladar a San Sebastià on va viure fins que se'n va anar a viure a Madrid. Va estudiar a l'escola d'Art Dramàtic Cristina Rota i a 'La Barraca' d'Alicia Hermida.
Nerea va començar a fer-se famosa entre el públic basc amb el programa d'Etb2 'Vaya Semanita' on era una de les protagonistes. L'espai estava presentat per Óscar Terol i va tenir tal fama, que TVE1 va decidir llançar-los a nivell estatal amb 'Made in China'. El programa va mantenir la pràctica totalitat dels seus actors, inclosa la mateixa Nerea. Desgraciadament no va tenir gaire èxit i aviat va ser retirat de la graella.
Abans va col·laborar en altres programes de televisió com 'KTM' i 'Easy Peasy' (ambdós a ETB) i 'La Nit amb Fonts i Cía' a Telecinco. També va presentar un programa en una televisió local i va participar en un anunci de MTV al costat de Sara Montiel i en alguns curts, entre ells Portal Mortal.
Però la majoria del públic espanyol la recorda per interpretar el paper de Ruth, la psicòloga de la comissaria de San Antonio en la sèrie de televisió Los hombres de Paco. Nerea va entrar en la sèrie l'any 2006 i va acabar amb el seu personatge el juliol de 2007, després de descobrir que el seu personatge era el malvat talp de la citada comissaria i la dolenta de la temporada.
L'any 2009 va treballar com Presentadora 3.0, una espècie de locutora de continuïtat d'aspecte futurista per a la programació de la cadena Antena3 i el seu nou projecte que han donat a conèixer com Televisió 3.0. A partir de març 2010 reprèn aquesta tasca.
Nerea és una noia oberta i molt xerraire. Assegura que s'avé més amb el sexe masculí que amb el femení a causa de la seva experiència en 'La Salle'. Té dos tatuatges i un piercing. El piercing, al melic i els tatuatges un a l'espatlla (un tribal en forma de cigne) i l'altre dos lletres japoneses. Les seves aficions són el futbol (és de la Reial Societat), jugar al billar i les motos.
Actualment manté una relació sentimental amb el també actor Jesús Olmedo, conegut pel seu paper de Carlos en la sèrie Hospital Central.

## Televisió
| Sèrie/Programa                              | Personatge     | Any       |
| ------------------------------------------- | -------------- | --------- |
| Amar en tiempos revueltos                   | Catherina      | 2010      |
| 90-60-90, diario secreto de una adolescente | Silvia         | 2009      |
| Los hombres de Paco                         | Ruth           | 2006-2007 |
| Made in China                               | Protagonista   | 2005      |
| Vaya Semanita                               | Protagonista   | 2003-2005 |
| La Noche con Fuentes                        | Col·laboradora | 2004      |
| Hasiberriak                                 | Protagonista   | 2000      |
| KTM                                         | Presentadora   | 1999      |
| Easy Peasy                                  | Presentadora   | 1998-1999 |

## Teatre
- 19:30 (2010), de Adolfo Fernández y Ramón Ibarra.
- Nunca es Fácil (2006-2007), de Nancho Novo.
- El tomatazo (2001)
- Emociones abstractas (1998), de Lourdes Villagral.

## Promo
- MTV awards (2002), amb Sara Montiel.